# Девятый, Владимир Павлович
Владимир Павлович Девятый (1888—1941) — участник Гражданской войны, Краснознамёнец (1923).

## Биография
Владимир Девятый родился в 1888 (по другим данным — в 1889) году, в селе Бабчинцы Ямпольского уезда Подольской губернии.
Служил в царской армии, участвовал в боях Первой мировой войны, Георгиевский кавалер, был в австрийском плену до октября 1917 года.
В апреле 1918 года Девятый пошёл на службу в Рабоче-крестьянскую Красную Армию. Участвовал в боях Гражданской войны, будучи командиром взвода, помощником командира, командиром эскадрона 1-го кавалерийского полка в бригаде под командованием Григория Котовского.
Особо отличился во время подавления крестьянского восстания на Тамбовщине, участвуя в боевых действиях против антоновцев с ноября 1920 по сентябрь 1921 года на территории как Тамбовской, так и Саратовской, Пензенской, Воронежской губерний. Приказом Революционного Военного Совета Республики № 202 от 31 декабря 1923 года командир эскадрона Владимир Девятый был награждён орденом Красного Знамени РСФСР.
После окончания войны Девятый некоторое время продолжал службу в армии. В 1926 году он был уволен в запас. Приказом от 27 мая 1931 года за боевые заслуги в боях с петлюровцами Девятый был во второй раз награждён орденом Красного Знамени. В начале Великой Отечественной войны Девятый повторно был призван в Рабоче-крестьянскую Красную Армию и назначен командиром батальона 202-го стрелкового полка. Пропал без вести во время боёв в сентябре 1941 года.